# Коорла
Ко́орла (эст. Koorla), на местном диалекте также Вя́йко-Ко́орла (Väiko-Koorla), Вя́йку-Ко́орла (Väiku-Koorla), А́ла-Ко́орла (Ala-Koorla), ранее Малая Горланова (эст. Väike Gorlanova), Малое Горланово, Горланово (эст. Gorlanovo), Ко́рла (эст. Korla) — деревня в волости Сетомаа уезда Вырумаа, Эстония. Исторически относится к нулку Лухамаа.
До административной реформы местных самоуправлений Эстонии 2017 года входила в состав волости Миссо (упразднена).

## География и описание
Расположена на границе Эстонии и России, в 28 километрах к юго-востоку от уездного центра — города Выру — и в 38 километрах к юго-западу от волостного центра — посёлка Вярска. Высота над уровнем моря — 199 метров.
К востоку от Коорла находится её деревня-побратим Горланово (эст. Suurõ-Koorla, Mäe-Koorla, ранее — Большое Горланово), которая входит в состав Лавровской волости Печорского района Псковской области России.
Климат переходный от морского к континентальному. Официальный язык — эстонский. Почтовый индекс — 65009.

## Население
По данным переписи населения 2021 года, в Коорла жителей не было.
По данным переписи населения 2011 года, в  деревне проживали 3 человека, все — эстонцы (сету в перечне национальностей выделены не были).
Численность населения деревни Коорла по данным переписей населения:
| Год  | 1959 | 1970 | 2000 | 2011 | 2021 |
| ---- | ---- | ---- | ---- | ---- | ---- |
| Чел. | 20   | ↘ 17 | ↘ 6  | ↘ 3  | ↘ 0  |

## История
В письменных источниках возможно 1652 года упоминается [Мал.] Горланово, примерно 1790 года — Харламова, 1882 года — Малое Горланово, 1897 года — Горланово, 1904 года — Väiko-Korla, Ма́лое Горла́ново, примерно 1920 года — V. Gorlanova, 1922 года — Korla, Gorlanovo.
На военно-топографических картах Российской империи (1866–1867 годы), в состав которой входила Лифляндская губерния, обозначены деревни Б.Горланова и М.Горланова.
В XIX веке деревня входила в общину Железово и относилась к приходу Панкъявица.
В 1977–1997 годах Коорла была частью деревни Мяэзи.

## Комментарии
1. ↑  Эстонские топонимы, оканчивающиеся на -а, не склоняются и не имеют женского рода (исключение — Нарва)[10].